# Jana Kománková
Jana Kománková (* 17. dubna 1974, Praha) je česká novinářka a rozhlasová moderátorka.
V letech 1992–1994 studovala žurnalistiku na Fakultě sociálních věd Univerzity Karlovy, studia však nedokončila. Ještě jako gymnazistka se zúčastnila soutěže časopisu Rock & Pop, která hledala nové talenty hudební publicistiky. Nejprve do tohoto časopisu přispívala externě, v roce 1993 se stala jeho redaktorkou. Postupně se její specializací stala elektronická taneční hudba, kterou na stránkách Rock & Popu dlouhodobě propagovala (mj. v rubrice Trance & Dance, ze které se v roce 1998 stal jakýsi „časopis v časopise“). V roce 2001 se Kománková stala zástupkyní šéfredaktora Rock & Popu.
Po odchodu z časopisu Rock & Pop působila jako kulturní redaktorka časopisu Yellow, na jehož vzniku se podílela. V letech 2006–2010 vedla redakci časopisu Report. V roce 2010 založila web Proti šedi, který rovněž vede coby šéfredaktorka.
Kromě stálejších angažmá přispívala články do různých tištěných i online periodik a spolupracovala rovněž na hudebních pořadech České televize.
Paralelně se všemi těmito aktivitami působí od roku 1993 jako moderátorka Radia 1. Příležitostně se věnuje i dýdžejingu. V nultých letech 21. století tvořila s Ondřejem Formánkem dvojici Bastard DJs, která hrála tzv. bastard pop (nahrávky kombinující dvě různé skladby do jednoho celku).
Je autorkou knih Klub 27: Navždy mladí (2021) a Radio 1: Život v éteru (2023). Na dalších knihách se podílela jako spoluautorka (např. Beaty, bigbeaty, breakbeaty (1998), Palác Akropolis (2009), Když svatý pochodujou – 30 let Glastonbury (2011), či Kmeny 90 (2016)).